# David Bordwell

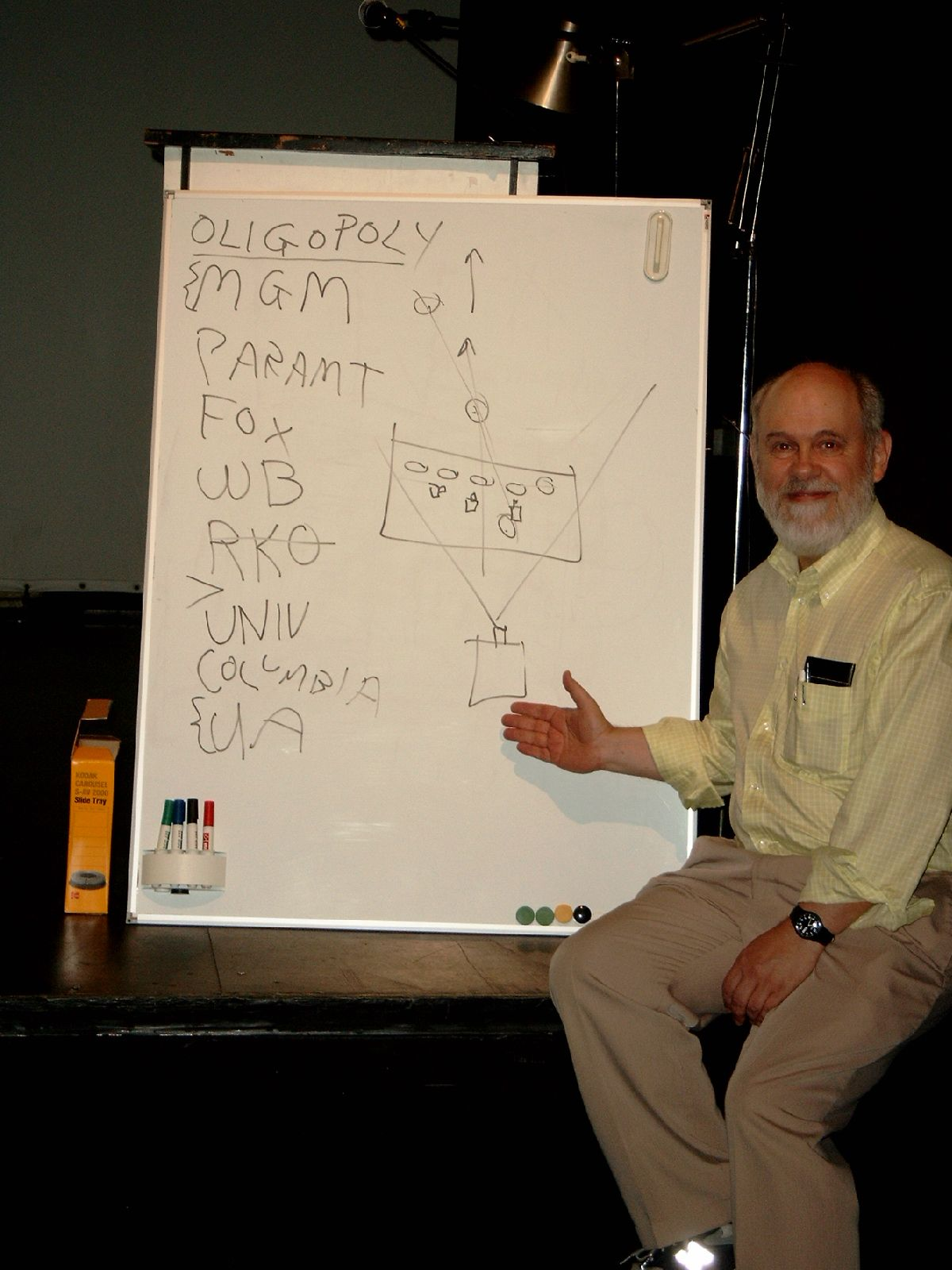
David Bordwell

David Jay Bordwell (23 de julio de 1947-29 de febrero de 2024) fue un historiador y teórico del cine estadounidense. Es autor de unos 18 títulos sobre cine, entre los que se destacan Narration in the Fiction Film (1985), Ozu and the Poetics of Cinema (1988), Making Meaning (1989), y Sobre la historia del estilo cinematográfico (1997).
Junto a su esposa Kristin Thompson, Bordwell escribió los libros de texto Film Art (1979) y Film History (1994). Junto a Noël Carroll, filósofo estético, Bordwell editó la antología Post-Theory: Reconstructing Film Studies (1996). Su obra más conocida es The Classical Hollywood Cinema: Film Style and Mode of Production to 1960 (1985), la cual fue escrita en colaboración con Thompson y Janet Staiger. Varios de sus artículos sobre teoría, estilo y narrativa, se recopilaron en Poetics of Cinema (2007).
Durante la mayor parte de su carrera Bordwell ejerció de profesor de cine en la Universidad de Wisconsin-Madison.

## Carrera
Sus máximas inspiraciones fueron teóricos del cine como Noël Burch y el historiador del arte Ernst Gombrich. Bordwell se ha evocado a contribuir con libros y artículos sobre la teoría del cine clásico, la historia del cine artístico, el cine clásico y contemporáneo de Hollywood y el estilo cinematográfico de Asia Oriental. Sin embargo, sus trabajos más influyentes se han ocupado de la teoría cognitiva del cine, la poética histórica del estilo cinematográfico y las críticas de la teoría y el análisis cinematográfico contemporáneo (Making Meaning y Post-Theory: Reconstructing Film Studies.

## Neoformalismo
El neoformalismo es un enfoque del análisis cinematográfico basado en observaciones hechas por primera vez por los teóricos literarios conocidos como los formalistas rusos: en la cual se propone que existe una distinción entre las propiedades perceptivas y semióticas de una película (y que los teóricos del cine generalmente han exagerado el papel de los códigos textuales en la propia comprensión de elementos básicos como la diégesis y el cierre). A Bordwell se lo ha asociado a este enfoque metodológico, aunque fue su esposa quien se ha explayado más sobre el tema. Gran parte del trabajo de Bordwell considera los procesos cognitivos del espectador que tienen lugar al percibir las formas estéticas no textuales de la película. Este análisis incluye cómo las películas dirigen nuestra atención a la información narrativa destacada, y cómo participan en la 'desfamiliarización': un término formalista para describir cómo el arte nos muestra objetos y conceptos familiares y formulados de una manera que nos anima a experimentarlos como si fueran nuevas entidades.
Los neoformalistas rechazan muchos supuestos y metodologías de otras escuelas de estudio del cine, en particular los enfoques hermenéuticos (interpretativos), entre los que cuenta el psicoanálisis lacaniano y ciertas variaciones del postestructuralismo. En Post-Theory: Reconstructing Film Studies, Bordwell y Noël Carroll argumentan en contra de este tipo de enfoques, que afirman que actúan como "Grandes Teorías" que utilizan películas para confirmar marcos teóricos predeterminados, en lugar de intentar una investigación de nivel medio destinada a iluminar cómo funcionan las películas. Bordwell y Carroll acuñaron el término "teoría SLAB" para referirse a las teorías que utilizan las ideas de Saussure, Lacan, Althusser y/o Barthes.
El neoformalismo ha sido criticado, en particular por Slavoj Žižek, de quien Bordwell ha sido un crítico desde hace mucho tiempo. Su crítica del neoformalismo generalmente no se basa en inconsistencias internas, más bien, Žižek argumenta que el neoformalismo subestima el papel de la cultura y la ideología en la configuración del texto cinematográfico, y que el análisis debería revelar los valores problemáticos de las sociedades en las que se producen estas películas.

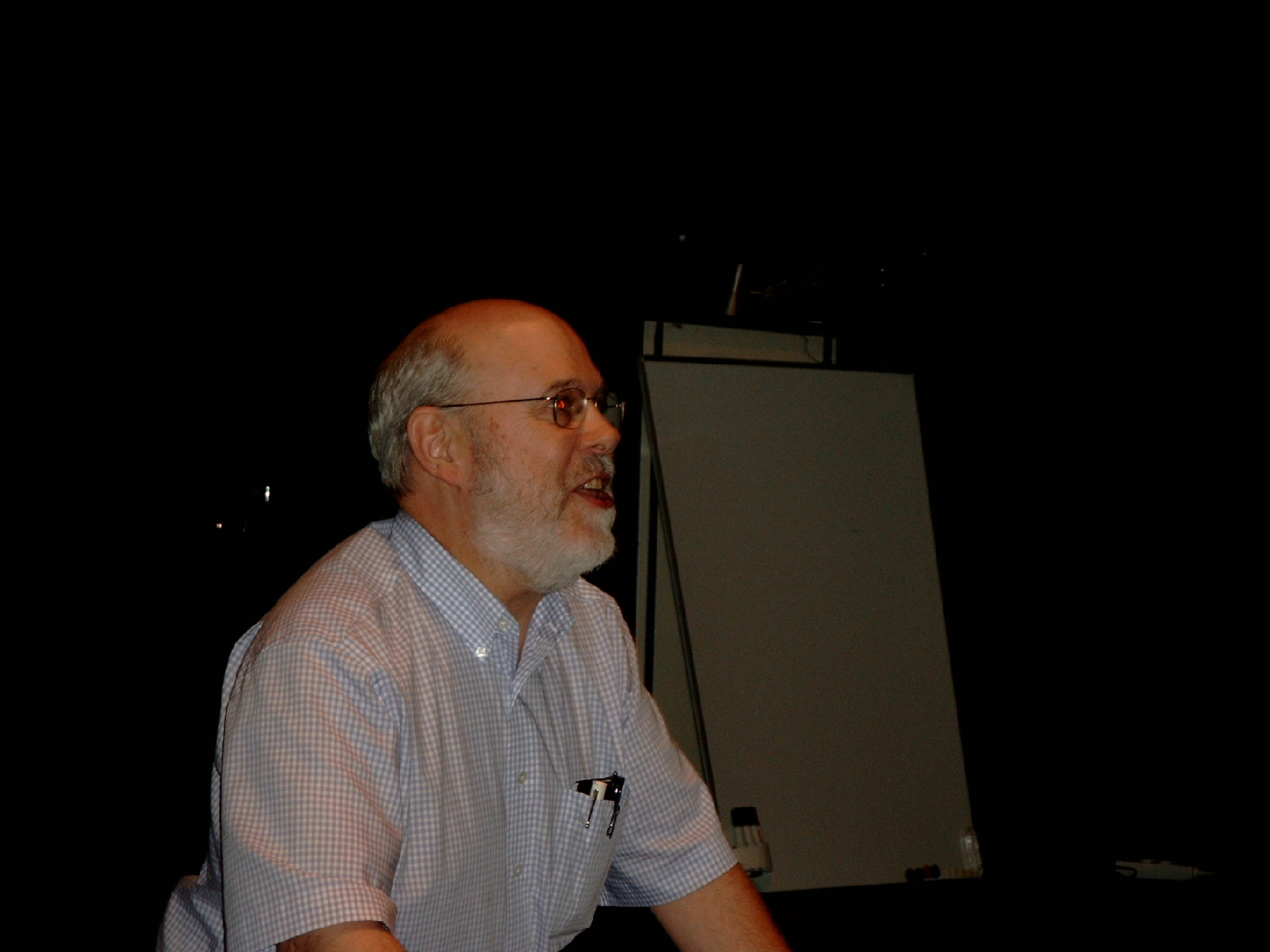
David Bordwell

## Archivar
David Bordwell cuenta con una colección de unas 125 películas de 35 mm que se conservan en el Archivo Audiovisual Academy, la cual es particularmente notable por su cine de Hong Kong.